# Открытое множество
Откры́тое мно́жество — это множество, каждый элемент которого входит в него вместе с некоторой окрестностью (в метрических пространствах и, в частности, на числовой прямой). Например, внутренность шара (без границы) является открытым множеством, а шар вместе с границей — не является открытым.
Термин «открытое множество» применяется к подмножествам топологических пространств и в этом случае никак не характеризует «само» множество (ни в смысле теории множеств, ни даже в смысле индуцированной на нём топологической структуры).
Открытое множество является фундаментальным понятием общей топологии.

## Евклидово пространство
Пусть {\displaystyle U\subset \mathbb {R} ^{n}} есть некоторое подмножество евклидова пространства. Тогда {\displaystyle U} называется открытым, если {\displaystyle \forall x_{0}\in U\;\exists \varepsilon >0,} такое что {\displaystyle V_{\varepsilon }(x_{0})\subset U}, где {\displaystyle V_{\varepsilon }(x_{0})\equiv \left\{x\in \mathbb {R} ^{n}:\|x-x_{0}\|<\varepsilon \right\}} — ε-окрестность точки {\displaystyle x_{0}.}
Иными словами, множество открыто, если любая его точка является внутренней.
Например, интервал {\displaystyle (a,b)} как подмножество действительной прямой является открытым множеством. В то же время отрезок {\displaystyle [a,b]} или полуинтервал {\displaystyle [a,b)} не являются открытыми, так как точка {\displaystyle a} принадлежит множеству, но ни одна её окрестность в этом множестве не содержится.

## Метрическое пространство
Пусть {\displaystyle (X,\rho )} — некоторое метрическое пространство, и {\displaystyle U\subset X}. Тогда {\displaystyle U} называется открытым, если {\displaystyle \forall x_{0}\in U\;\exists \varepsilon >0,} такое что {\displaystyle V_{\varepsilon }(x_{0})\subset U}, где {\displaystyle V_{\varepsilon }(x_{0})\equiv \{x\in X\mid \rho (x,x_{0})<\varepsilon \}} — ε-окрестность точки {\displaystyle x_{0}} относительно метрики {\displaystyle \rho }. Другими словами, множество {\displaystyle U} в метрическом пространстве {\displaystyle (X,\rho )} называется открытым множеством, если каждая точка {\displaystyle x_{0}} множества {\displaystyle U} входит в это множество вместе с некоторым открытым шаром с центром в точке {\displaystyle x_{0}}.

## Топологическое пространство
Обобщением приведённых выше определений является понятие открытого множества из общей топологии.
Топологическое пространство {\displaystyle (X,{\mathcal {T}})} по определению содержит «перечень» своих открытых подмножеств {\displaystyle {\mathcal {T}}} — «топологию», определённую на {\displaystyle X}. Подмножество {\displaystyle U\subset X}, такое, что оно является элементом топологии (то есть {\displaystyle U\in {\mathcal {T}}}), называется открытым множеством относительно топологии {\displaystyle {\mathcal {T}}}.
Важный подкласс открытых множеств образуют канонически открытые множества, каждое из которых является внутренностью (открытым ядром) какого-либо замкнутого множества (и, следовательно, совпадает с внутренностью своего замыкания). Всякое открытое множество {\displaystyle G}  содержится в наименьшем канонически открытом множестве — им будет внутренность замыкания множества {\displaystyle G} .

## История
Открытые множества были введены Рене-Луи Бэром в 1899 году.